# نیکولو د سزار
نیکولو د سزار (انگلیسی: Nicolò De Cesare؛ زادهٔ ۳۱ ژانویهٔ ۱۹۹۰) بازیکن فوتبال اهل ایتالیا است.
از باشگاه‌هایی که در آن بازی کرده‌است می‌توان به باشگاه فوتبال اینتر میلان و باشگاه فوتبال مونتسا اشاره کرد.